# Coppa Italia Primavera 2015-2016
La Coppa Italia Primavera 2015-2016, denominata Primavera TIM Cup, è stata la quarantaquattresima edizione del torneo riservato alle squadre giovanili iscritte al Campionato Primavera. Il torneo ha inizio il 16 settembre 2015 per concludersi con la finale di ritorno del 13 aprile 2016.

## Turno preliminare
| Squadra 1         | Risultato | Squadra 2 |
| ----------------- | --------- | --------- |
| 16 settembre 2015 |           |           |
| Novara            | 1 - 3     | Como      |
| Salernitana       | 2 - 4     | Ascoli    |

## Primo turno eliminatorio
| Squadra 1         | Risultato       | Squadra 2       |
| ----------------- | --------------- | --------------- |
| 23 settembre 2015 |                 |                 |
| Genoa             | 2 - 1           | Pro Vercelli    |
| Carpi             | 2 - 2 (4-2 dcr) | Trapani         |
| Juventus          | 3 - 2           | Como            |
| Sampdoria         | 3 - 1           | Perugia         |
| Bologna           | 3 - 1           | Ascoli          |
| Pescara           | 1 - 0           | Verona          |
| Chievo            | 2 - 1           | Ternana         |
| Cagliari          | 4 - 2           | Virtus Lanciano |
| Brescia           | 2 - 0           | Entella         |
| Cesena            | 3 - 1           | Sassuolo        |
| L.R. Vicenza      | 1 - 0           | Modena          |
| Atalanta          | 4 - 0           | Udinese         |
| Crotone           | 3 - 0           | Avellino        |
| Empoli            | 2 - 0           | Napoli          |
| Latina            | 1 - 3           | Frosinone       |
| Palermo           | 4 - 0           | Livorno         |

## Secondo turno eliminatorio
| Squadra 1       | Risultato       | Squadra 2 |
| --------------- | --------------- | --------- |
| 28 ottobre 2015 |                 |           |
| Genoa           | 2 - 0           | Carpi     |
| Juventus        | 2 - 1           | Sampdoria |
| Bologna         | 1 - 1 (3–4 dcr) | Pescara   |
| Chievo          | 4 - 0           | Cagliari  |
| Brescia         | 2 - 3 (dts)     | Cesena    |
| L.R. Vicenza    | 1 - 2           | Atalanta  |
| Crotone         | 3 - 5 (dts)     | Empoli    |
| Frosinone       | 0 - 1           | Palermo   |

## Ottavi di finale
| Squadra 1        | Risultato   | Squadra 2 |
| ---------------- | ----------- | --------- |
| 18 novembre 2015 |             |           |
| Torino           | 0 - 1       | Genoa     |
| Spezia           | 1 - 2       | Juventus  |
| Milan            | 1 - 0       | Pescara   |
| Fiorentina       | 4 - 3 (dts) | Chievo    |
| Inter            | 3 - 0       | Cesena    |
| Roma             | 2 - 0       | Atalanta  |
| Lazio            | 5 - 0       | Empoli    |
| Bari             | 1 - 2       | Palermo   |

## Quarti di finale
| Squadra 1         | Risultato | Squadra 2 |
| ----------------- | --------- | --------- |
| 9-10 gennaio 2016 |           |           |
| Genoa             | 0 - 3     | Juventus  |
| Fiorentina        | 4 - 3     | Milan     |
| Roma              | 0 - 2     | Inter     |
| Lazio             | 1 - 0     | Palermo   |

## Semifinali
L'andata delle semifinali si disputa il 27 gennaio e il ritorno il 10 febbraio 2016.
| Squadra 1  | Totale | Squadra 2 | Andata | Ritorno |
| ---------- | ------ | --------- | ------ | ------- |
| Fiorentina | 1 - 4  | Juventus  | 0 - 1  | 1 - 3   |
| Lazio      | 2 - 3  | Inter     | 0 - 1  | 2 - 2   |

## Finale
L'andata della finale si disputa il 7 aprile allo Juventus Stadium, il ritorno il 13 aprile al Giuseppe Meazza.
| Squadra 1 | Totale | Squadra 2 | Andata | Ritorno |
| --------- | ------ | --------- | ------ | ------- |
| Juventus  | 1 - 3  | Inter     | 0 - 1  | 1 - 2   |